# Moncé-en-Belin
Moncé-en-Belin est une commune française, située dans le département de la Sarthe en région Pays de la Loire, peuplée de 3 699 habitants (les Moncéens).
La commune fait partie de la province historique du Maine, et se situe dans le Haut-Maine (Maine blanc).

## Géographie
Moncé en Belin se situe à 12 km au sud du Mans, 10 km au nord-ouest d'Écommoy, et à environ 8 km du circuit des 24 Heures du Mans. Cette ville adhère à la communauté de communes de l'Orée de Bercé Bélinois et se situe donc en Sud-Sarthe.
- latitude : 47° 53' 43" nord
- longitude : 0° 11" 56 est
- altitude : 58 mètres.

### Communes limitrophes
| Spay          | Arnage                 | Mulsanne        |
| Guécélard     | Moncé-en-Belin         | Mulsanne        |
| Yvré-le-Pôlin | Saint-Gervais-en-Belin | Laigné-en-Belin |

### Climat
Pour des articles plus généraux, voir Climat des Pays de la Loire et Climat de la Sarthe.
En 2010, le climat de la commune est de type climat océanique dégradé des plaines du Centre et du Nord, selon une étude du CNRS s'appuyant sur une série de données couvrant la période 1971-2000. En 2020, Météo-France publie une typologie des climats de la France métropolitaine dans laquelle la commune est dans une zone de transition entre le climat océanique et le climat océanique altéré et est dans la région climatique  Moyenne vallée de la Loire, caractérisée par une bonne insolation (1 850 h/an) et un été peu pluvieux. 
Pour la période 1971-2000, la température annuelle moyenne est de 11,2 °C, avec une amplitude thermique annuelle de 14,4 °C. Le cumul annuel moyen de précipitations est de 673 mm, avec 11,4 jours de précipitations en janvier et 6,7 jours en juillet. Pour la période 1991-2020, la température moyenne annuelle observée sur la station météorologique de Météo-France la plus proche, sur la commune du Mans à 12 km à vol d'oiseau, est de 12,4 °C et le cumul annuel moyen de précipitations est de 693,4 mm,. Pour l'avenir, les paramètres climatiques de la commune estimés pour 2050 selon différents scénarios d'émission de gaz à effet de serre sont consultables sur un site dédié publié par Météo-France en novembre 2022.

## Urbanisme

### Typologie
Au 1er janvier 2024, Moncé-en-Belin est catégorisée petite ville, selon la nouvelle grille communale de densité à sept niveaux définie par l'Insee en 2022.
Elle appartient à l'unité urbaine du Mans, une agglomération intra-départementale regroupant 19  communes, dont elle est une commune de la banlieue,,. Par ailleurs la commune fait partie de l'aire d'attraction du Mans, dont elle est une commune de la couronne,. Cette aire, qui regroupe 144 communes, est catégorisée dans les aires de 200 000 à moins de 700 000 habitants,.

### Occupation des sols
L'occupation des sols de la commune, telle qu'elle ressort de la base de données européenne d’occupation biophysique des sols Corine Land Cover (CLC), est marquée par l'importance des territoires agricoles (60,2 % en 2018), en diminution par rapport à 1990 (63,5 %). La répartition détaillée en 2018 est la suivante : 
prairies (39 %), forêts (26,5 %), terres arables (14,6 %), zones urbanisées (12,5 %), zones agricoles hétérogènes (6,6 %), milieux à végétation arbustive et/ou herbacée (0,8 %). L'évolution de l’occupation des sols de la commune et de ses infrastructures peut être observée sur les différentes représentations cartographiques du territoire : la carte de Cassini (XVIIIe siècle), la carte d'état-major (1820-1866) et les cartes ou photos aériennes de l'IGN pour la période actuelle (1950 à aujourd'hui).

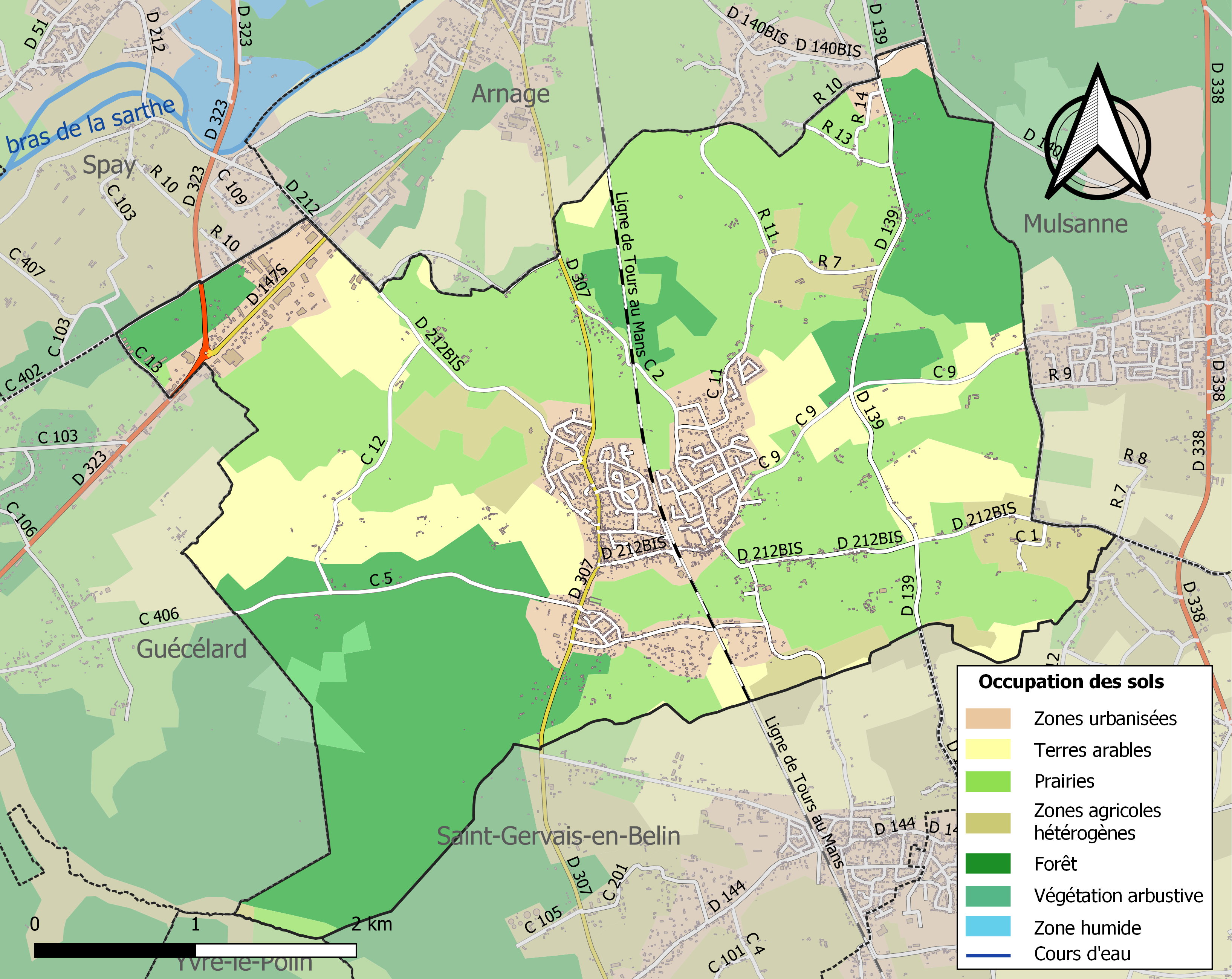
Carte des infrastructures et de l'occupation des sols de la commune en 2018 (CLC).

## Toponymie
Le suffixe Belin évoque l'appartenance de la commune au territoire du Belinois.
Durant la Révolution, la commune porte le nom de Moncé-lès-Le Mans.

## Histoire
En 1853, Moncé-en-Belin participe, avec Pont-Lieue et Spay, à la création de la commune d'Arnage en cédant le nord de son territoire (la partie d'Arnage au sud-est de la D 147 et de la D 92).

## Politique et administration
| Période                                  | Période                        | Identité        | Étiquette | Qualité                                              |
| ---------------------------------------- | ------------------------------ | --------------- | --------- | ---------------------------------------------------- |
| 1937                                     | mars 1971                      | Pierre Guiet    |           |                                                      |
| mars 1971                                | mars 1983                      | Claude Hée      | DVG       | Cadre d'entreprise                                   |
| mars 1983                                | mars 1989                      | Maurice Migneau |           |                                                      |
| mars 1989                                | mars 2014                      | Michel Freslon  | DVG       | Directeur technique                                  |
| mars 2014                                | mai 2020                       | Didier Péan     | DVD       | Assistant contrôle de gestion                        |
| mai 2020                                 | En cours (au 10 décembre 2020) | Irène Boyer     | DVD       | Retraitée d’une entreprise de transport de voyageurs |
| Les données manquantes sont à compléter. |                                |                 |           |                                                      |

Le conseil municipal est composé de vingt-sept membres dont le maire et huit adjoints.

## Démographie
L'évolution du nombre d'habitants est connue à travers les recensements de la population effectués dans la commune depuis 1793. Pour les communes de moins de 10 000 habitants, une enquête de recensement portant sur toute la population est réalisée tous les cinq ans, les populations de référence des années intermédiaires étant quant à elles estimées par interpolation ou extrapolation. Pour la commune, le premier recensement exhaustif entrant dans le cadre du nouveau dispositif a été réalisé en 2005.
En 2022, la commune comptait 3 699 habitants, en évolution de +1,18 % par rapport à 2016 (Sarthe : −0,25 %, France hors Mayotte : +2,11 %).
| 1793 | 1800  | 1806  | 1821  | 1831  | 1836  | 1841  | 1846  | 1851  |
| ---- | ----- | ----- | ----- | ----- | ----- | ----- | ----- | ----- |
| 974  | 1 059 | 1 042 | 1 180 | 1 193 | 1 172 | 1 254 | 1 266 | 1 317 |

| 1856  | 1861  | 1866  | 1872  | 1876  | 1881  | 1886 | 1891 | 1896 |
| ----- | ----- | ----- | ----- | ----- | ----- | ---- | ---- | ---- |
| 1 043 | 1 029 | 1 024 | 1 007 | 1 000 | 1 010 | 951  | 989  | 940  |

| 1901 | 1906 | 1911 | 1921 | 1926 | 1931 | 1936 | 1946 | 1954  |
| ---- | ---- | ---- | ---- | ---- | ---- | ---- | ---- | ----- |
| 903  | 899  | 873  | 834  | 823  | 819  | 785  | 970  | 1 108 |

| 1962  | 1968  | 1975  | 1982  | 1990  | 1999  | 2005  | 2006  | 2010  |
| ----- | ----- | ----- | ----- | ----- | ----- | ----- | ----- | ----- |
| 1 119 | 1 205 | 1 688 | 2 056 | 2 257 | 2 463 | 3 095 | 3 194 | 3 425 |

| 2015  | 2020  | 2022  | - | - | - | - | - | - |
| ----- | ----- | ----- | - | - | - | - | - | - |
| 3 620 | 3 669 | 3 699 | - | - | - | - | - | - |

## Économie
Moncé-en-Belin est une ville en plein essor économique et de plus en plus urbanisée. Elle est très rattachée à la ZAC la Belle-Étoile où beaucoup d'entreprises figurent (Azur caravanes, Landeau…). Cette commune s'urbanise au fil des années grâce à l'arrivée de nouvelles entreprises et commerces dont l'AMPS, l'auto-école, photographe ainsi que ceux prévu pour 2009 (bureau d'architecte, gare SNCF…) en complément des anciens dont l'imprimerie (IPS) ou encore la poste.
Comme beaucoup de communes, Moncé-en-Belin se dote de logements sociaux.

## Culture locale et patrimoine

### Lieux et monuments
- Église Saint-Étienne du XIe siècle. Un ensemble autel-retable, une peinture monumentale, un tableau et deux statues sont classés au titre d'objets aux Monuments historiques[25].
- Chapelle Notre-Dame-des-Bois de 1828.
- Monument aux morts.
- Monument à la mémoire de huit aviateurs (six Canadiens, un Anglais et un Australien) tombés le 23 mai 1944.
- Motte castrale de Vaux.
- Ancien camp romain.
- Château de la Gourdinière.
- Château de la Beaussonière[26].
- Château des Hattonnières.

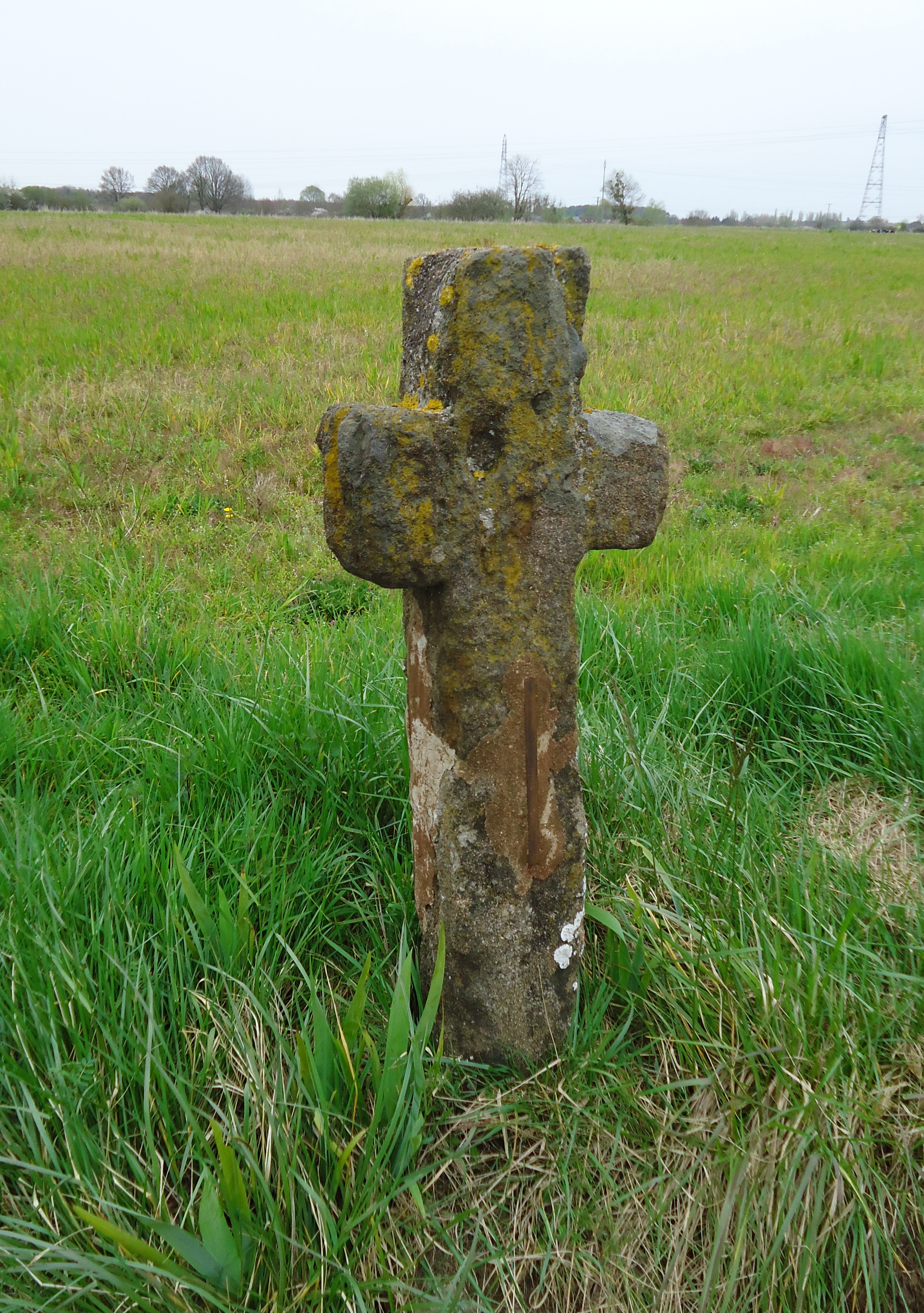
Une croix de chemin latine en grès de Roussard.
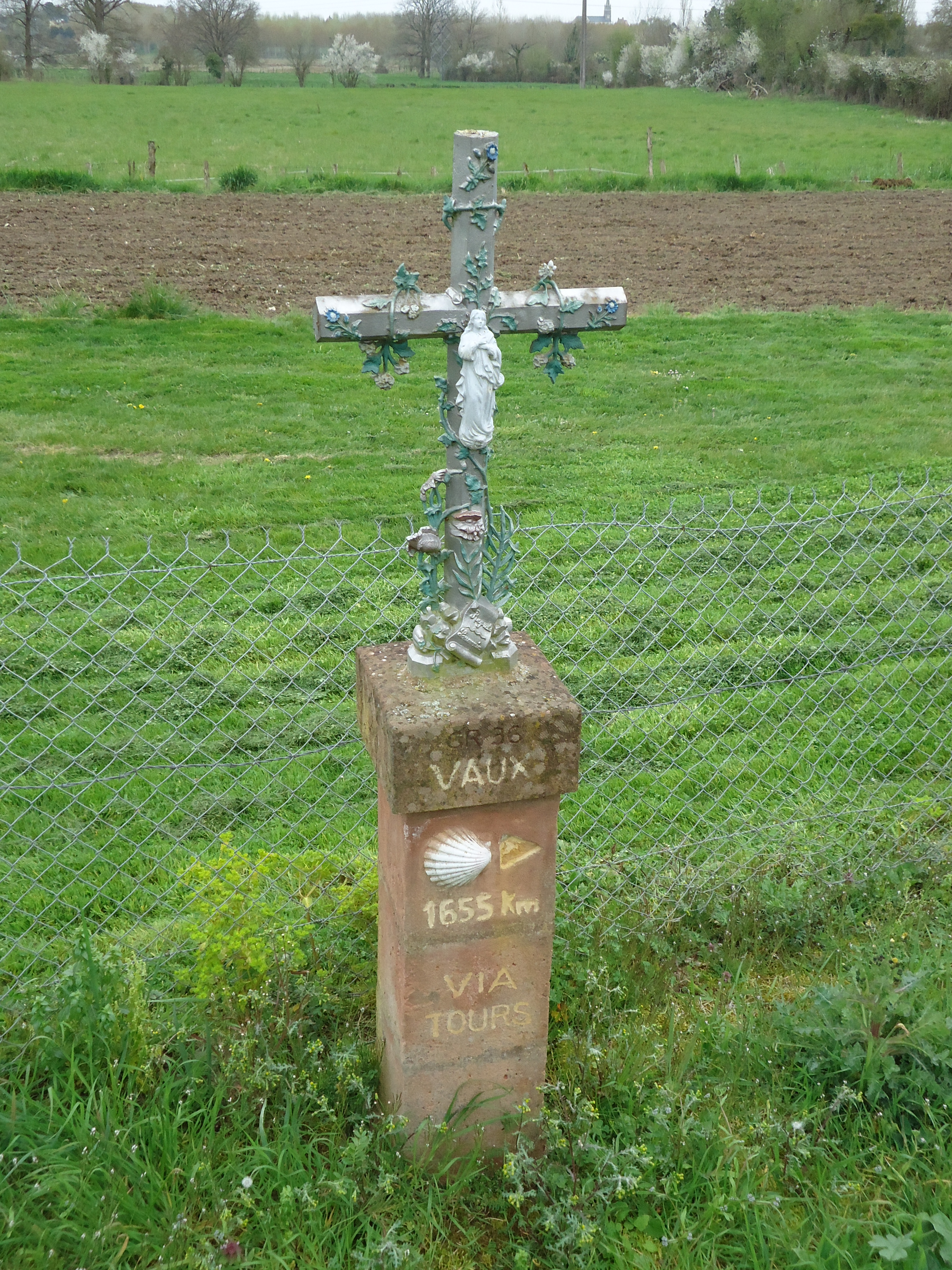
Une croix du pèlerinage Saint-Jacques-de-Compostelle.
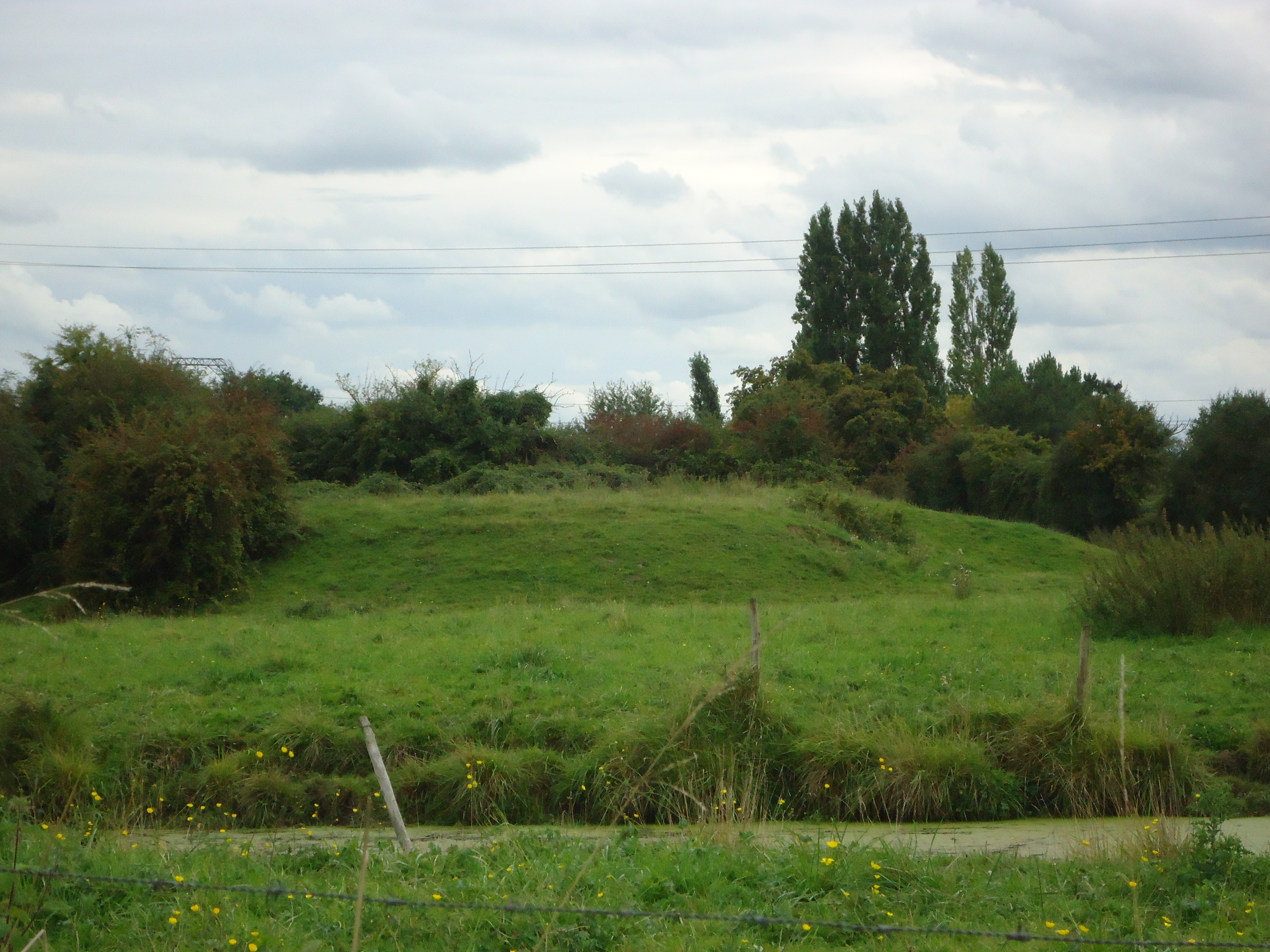
La motte castrale au hameau de Vaux.
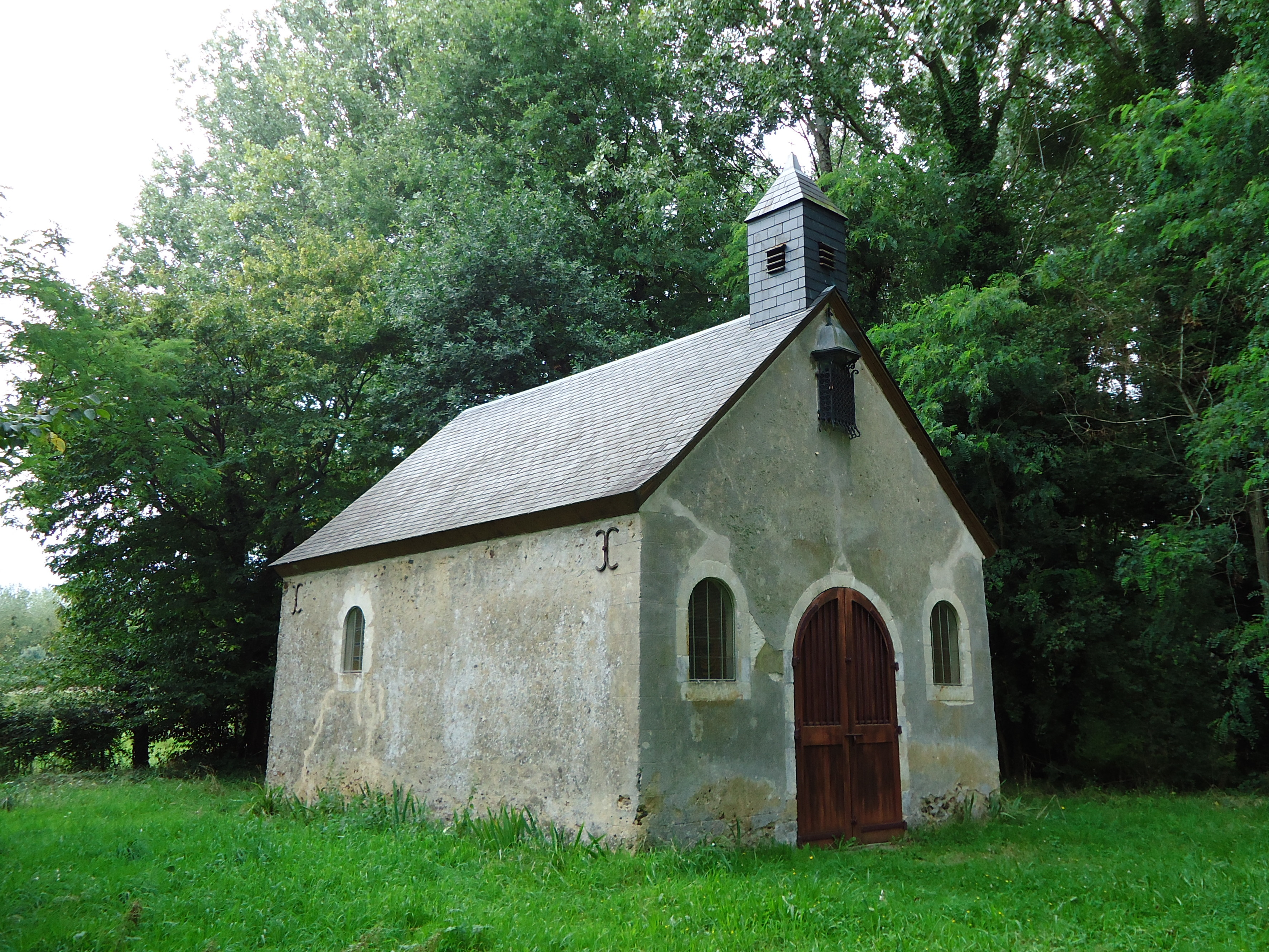
La chapelle Notre-Dame-des-Bois.

### Héraldique
|  | Les armoiries de Moncé-en-Belin se blasonnent ainsi : Tiercé en fasce: au 1er d'argent à trois aigles au vol abaissé d'or, au 2e d'azur à trois heaumes tarés de profil d'argent, 2 et 1, au 3e d'or au pont voûté à une arche alésé d'argent et maçonné de sable, adextré d'une pomme de pin au naturel et senestré d'une clé de sol de sable. |

## Activité et manifestations

### Manifestations
- Cochon grillé (en octobre).
- Course aux œufs (stade municipal, à Pâques).
- Rallye (1er mai).
- Spectacles des écoles (dont kermesse en juin).
- Fête de la musique (juin).
- Comice agricole.
- Vide-greniers (mai).
- Participation en septembre aux Journées du Patrimoine.

### Loisirs
Moncé-en-Belin dispose d'un centre socio-culturel de 2 000 m2 appelé Le Val’Rhonne, inauguré en 1992 par François Fillon, à l'époque président du conseil général.
Il a été pensé pour la vie associative et les habitants de Moncé.
Le Val’Rhonne est aussi une association assurant la gestion des locaux, proposant de nombreuses activités ainsi que des manifestations et des spectacles.
Elle gère :
- Un accueil pour les jeunes de 12 à 20 ans (concerts, cinéma, tournois, sorties, camps…)
- Un partenariat jeunesse intercommunal : prévention, sensibilisation, information sur les conduites à risque…
- Des permanences sociales : PMI, pesée du nourrisson, MSA, Mission Locale, chantier d'insertion…
- Des ateliers : danse modern’jazz, danse africaine, baby gym, claquettes, atelier peinture, relaxation, cirque, anglais adultes, peinture sur soie, reliure d’art, cuisine (adultes), gym tonic, danses de salon, scrabble, scrapbooking européen, randonnée, badminton…

L’association :
- est affiliée à la Fédération française des Maisons des jeunes et de la culture (MJC)
- est conventionnée par le département pour son action culturelle
- est agréée centre social par la CAF du Mans
- dispose de licences entrepreneur de spectacles vivants.

### Sports
L'Entente sportive moncéenne fait évoluer une équipe de football en ligue du Maine et deux autres en divisions de district.

### Jumelages
- Welton (Royaume-Uni) depuis 1974.

## Personnalités liées à la commune
- Marcel Paul (1900 - 1982), homme politique, a passé une partie de son enfance dans la commune.
- James Fanchone (né en 1980), footballeur professionnel ayant évolué au FC Lorient, a commencé le football à Moncé-en-Belin.